# Pakorn Thanasrivanitchai
Pakorn Thanasrivanitchai (en langue thaï ภากร ธนศรีวนิชชัย ; né le 8 octobre 1992), surnommé Tul (ตุล) est un acteur, architecte, mannequin et présentateur de télévision thaïlandais.

## Jeunesse et éducation
Tul est né à Bangkok, en Thaïlande, deuxième fils de Somkiat Thanasrivanitchai et du professeur adjoint Jane Chirathirawat. Il a deux frères et deux sœurs. Il est l'héritier du terrain de golf Muang Kaew (près de Bangkok) et du Chiang Mai Highlands Golf and Spa Resort (au pied des collines de Chiang Mai, deuxième plus grande ville de Thaïlande) ,.
Il a fréquenté l'école primaire de Chulalongkorn et a poursuivi ses études au Hutchins Junior High School à Hobart, en Tasmanie, en Australie. Puis il est allé à l'école de démonstration de l'Université Chulalongkorn pour les premières années de l'enseignement secondaire  (Une école laboratoire ou de démonstration est une école primaire ou secondaire en association avec une université ou un autre établissement de formation des enseignants). Ensuite il est diplômé de la Section des sciences et des mathématiques de l'École Triam Udom Suksa. Il est diplômé avec mention très bien de la Faculté d'architecture de l'Université Chulalongkorn. 
En 2023, il est diplômé de l'Université Columbia avec une maîtrise en développement immobilier,.

## Carrière
Tul a commencé sa carrière dans l'industrie du divertissement comme mannequin[source secondaire souhaitée] pour des marques de vêtements, des produits et des vidéoclips lors d'événements tels que la Elle Fashion Week[source secondaire souhaitée]. En 2013, il a fait ses débuts d'acteur à la télévision en tant que personnage secondaire de la série Tawan Baan Toong.
En 2016, il interprète le rôle de Knock, l'un des personnages principaux de la série TV Thunder Bad Romance . En 2017, il joue dans la suite Together with Me The Series reprenant son rôle de Knock, face à son ami Korn joué par Max Nattapol Diloknawarit,. Leur couple fictif Max-Tul devient très populaire en Chine, au Japon, en Corée du Sud, et des dizaines de vidéos rapportent leurs faits et gestes.
Les mangas japonais ont fait connaître le genre Yaoi ou Boys'Love (BL), centré sur les relations sentimentales et/ou sexuelles entre personnages masculins. Les producteurs thaïlandais l'ont adapté pour la télévision et ont produit quantité de séries populaires, souligne Rujirat Ishikawa, professeur adjoint à l’École d’études culturelles et créatives, de l’Université Aoyama Gakuin de Tokyo. Les dramas BL thaïlandais ont connu leur premier boom en 2020, au plus fort de la pandémie (et vont inspirer le Boys' Love philippin).
Poowin Bunyavejchewin (Université Thammasat) estime que la série “Together With Me” a eu un profond impact sur la société en Thaïlande. Thomas Baudinette (Macquarie University) explique l'influence des mangas sur le genre « boys love », et le succès de la série aux Philippines. Le genre est apprécié aussi dans les provinces rurales . 
En 2020, dans la série Manner of Death, Tul est le Dr Bun, médecin légiste, qui découvre la mort d'une amie, Jane. Le premier suspect n’est autre que son petit ami Tan (Max Nattapol Diloknawarit) qui nie et souhaite enquêter avec Bun pour trouver le véritable assassin. 
En juillet 2023, Tul a annoncé qu'il prenait une pause comme acteur, pour se développer dans le secteur immobilier,.

## Vie personnelle
En janvier 2018, Pakorn a été ordonné au temple bouddhiste Wat Ratchabophit Sathitmahasimaram Ratchaworawihan .
En juillet 2024, il confirme être en couple avec l'acteur Mew Suppasit Jongcheveevat ,, En octobre 2024, le couple confirme ses fiançailles ,,.
Il voyage beaucoup et est venu plusieurs fois en France, et surtout à Paris puisqu’il a de la famille qui vit en banlieue parisienne .
Il parle couramment anglais et chinois.
Il ne fume pas et n'aime pas qu'on fume. Il a même participé à des campagnes de sensibilisation.

## Filmographie

### Cinéma
| Année | Titre                   | Personnage | Remarques      |
| ----- | ----------------------- | ---------- | -------------- |
| 2021  | Xin nian tai feng kuang | Nathan     | Rôle principal |

### Séries télévisées
| Année        | Titre                                        |  | Personnage                              | Remarques      |
| ------------ | -------------------------------------------- |  | --------------------------------------- | -------------- |
| 2013         | Tawan Baan Toong                             |  |                                         | Rôle récurrent |
| 2015         | Tang Parn Kammathep                          |  | Arton/"Art"                             | Rôle récurrent |
| 2016         | Jom Jom                                      |  | Que Chai Phataruth                      | Rôle récurrent |
| 2016         | Bad Romance The Series                       |  | Knock                                   | Rôle principal |
|              | The Dreamer: Condo/Barista/Architect         |  | Ted                                     | Rôle principal |
| 2017         | Together With Me The Series                  |  | Knock                                   | Rôle principal |
| 2018         | Bangkok Love Stories 2 : Innocence           |  | instructeur de conditionnement physique | Rôle d'invité  |
| 2018         | Together With Me: The Next Chapter           |  | Knock                                   | Rôle principal |
| 2018         | Sapai Ka Fak                                 |  | Kacha                                   | Rôle récurrent |
| 2019         | Beauty War (สงครามโลกสวย)                    |  | Tim                                     | Rôle récurrent |
| 2020         | Manner of Death                              |  | Dr Bun                                  | Rôle principal |
| 2020         | Singha Na Ka                                 |  | Phitak                                  | Rôle récurrent |
| 2024         | Saneha Stories Saison 4 : Saneha Kap Cheewit |  | Dessin animé                            | Rôle principal |
| 2024         | Triage The Series                            |  | Dr Bun                                  | Rôle d'invité  |
| 2024         | Nha Harn                                     |  | Se                                      | Rôle d'invité  |
| À déterminer | Les yeux de l'océan                          |  | Sens                                    | Rôle principal |